# Sabri Lucas
Sabri Lucas (2 de março de 1980), inicialmente conhecido Sabri Caramuchande, é um ator, locutor e dobrador português.
Nasceu em Quelimane, Moçambique, mas desde os 2 anos vive em Portugal. 

## Biografia
Considerado um comunicador nato com paixão pelas artes, Sabri Lucas percebeu desde muito cedo a sua vocação para o mundo da representação. 
Apesar de ter nascido em África, o ator cresceu em Portugal. Formou-se em Lisboa, na Escola Profissional de Artes e Ofícios do Espetáculo (Chapitô) e na Escola Superior de Teatro e Cinema.
Tornou-se conhecido do grande público no cinema, com o filme O Crime do Padre Amaro, e na televisão, com as novelas Mistura Fina (2004, TVI), Doce Fugitiva (2007, TVI), Vila Faia (2007/08, RTP), entre outras.
Hoje em dia conta com um vasto currículo, somando também trabalhos no teatro como, por exemplo, a ópera Orfeu ed Eurídice (2007), no Teatro da Trindade, o musical Eli a Elefanta Bebé (2008), no Teatro Tivoli, e Perdi a Mão em Spokane (2012), no Teatro Villaret de Lisboa e Teatro Rivoli do Porto. 
Na publicidade, Sabri Lucas é uma estrela da ZOV África, tendo já feito inúmeras locuções para campanhas de marcas africanas e também para marcas portuguesas. 

## Vida pessoal
Sabri Lucas é casado com Vanessa Santos, com quem gerou três filhos: Inês, Noa e Vicente.

## Televisão
| Ano       | Título                             | Personagem         | Canal            |
| --------- | ---------------------------------- | ------------------ | ---------------- |
| 2024/2025 | A Fazenda                          |                    | TVI              |
| 2023      | Queridos Papás                     | Frederico          | TVI              |
| 2020      | Sombras Brancas                    |                    | Telefilme RTP    |
| 2020      | O Bar do Gilmário                  | Artur              | Mundo FOX        |
| 2019      | Inspetor Max                       | Assaltante         | TVI              |
| 2019      | Alguém Perdeu                      | Baltazar           | CMTV             |
| 2018      | Idiotas, Ponto                     | Tobias             | RTP2             |
| 2018      | Alma e Coração                     | Juiz               | SIC              |
| 2017/2018 | Jogo Duplo                         | Óscar Mourão       | TVI              |
| 2016/2017 | A Impostora                        | Padre Francisco    | TVI              |
| 2015      | Os Nossos Dias                     | Hélder             | RTP1             |
| 2013/14   | Belmonte                           | Flip               | TVI              |
| 2012      | Giras & Falidas                    | Carlos             | TVI              |
| 2012      | Crónica de uma Revolução Anunciada | Pedro              | Telefilme RTP    |
| 2011      | Remédio Santo                      | Edgar Muleta       | TVI              |
| 2010      | Cidade Despida                     | Miguel Florêncio   | RTP1             |
| 2009      | Sentimentos                        | Nelson             | TVI              |
| 2008      | Pai à Força                        | Frederico          | RTP1             |
| 2008      | Liberdade 21                       | Sílvio             | RTP1             |
| 2007/2008 | Vila Faia                          | Fernando Esteves   | RTP1             |
| 2007      | Doce Fugitiva                      | Daniel             | TVI              |
| 2004      | Mistura Fina                       | Bruno Vidal        | TVI              |
| 2001      | O Programa da Maria                | Várias personagens | SIC/ SIC Radical |

## Cinema
| Ano  | Filme                       | Realização             |
| ---- | --------------------------- | ---------------------- |
| 2014 | Nirvana: A Gangster Odyssey | Tiago P. de Carvalho   |
| 2012 | Quanta Diversão             | Joaquim Leitão         |
| 2011 | Assim Assim                 | Sérgio Graciano        |
| 2010 | Anita                       | Cláudio Bonivento      |
| 2010 | O Grande Kilapy             | ZéZé Gamboa            |
| 2008 | Nos Outros                  | Luís Fonseca           |
| 2007 | Virgem Maria                | João Botelho           |
| 2005 | O Crime do Padre Amaro      | Carlos Coelho da Silva |
| 2005 | Realce - curta-metragem     | João Carrilho          |

## Teatro
| Ano  | Peça de teatro              | Direção               |
| ---- | --------------------------- | --------------------- |
| 2012 | Perdi a Mão em Spokane      | António Cordeiro      |
| 2010 | Musical O Que Faz Falta     | Rui Rebelo            |
| 2008 | Musical Eli a Elefanta Bebé | Ana Rangel            |
| 2007 | Ópera Orfeu ed Eurídice     |                       |
| 2004 | Ensaio sobre a Cegueira     |                       |
| 2003 | Cachorros de Negro Mirar    | Carlos António        |
| 2003 | Damas D'ama                 | Isabel Freire         |
| 2002 | O Navio dos Rebeldes        | Claudio Hochman       |
| 2002 | Cyrano                      | Claudio Hochman       |
| 2001 | Gelsomina                   | Maria Henrique        |
| 2001 | Entrada dos Palhaços        | António Pires         |
| 2000 | O Público                   | Fredrico Garcia Lorca |